# Cussigny
Cussigny (en lorrain : Keusni) est une ancienne commune française du département de Meurthe-et-Moselle en région Grand Est. Elle est intégrée à la commune de Gorcy depuis 1810.

## Histoire
Village de l’ancienne province du Barrois.
La commune de Cussigny est réunie à celle de Gorcy par décret du 12 janvier 1810.

## Démographie
| 1793 | 1800 | 1806 |
| ---- | ---- | ---- |
| 162  | 181  | 210  |